# 土井原菜央
土井原 菜央（どいはら なお、11月12日 - ）は、仙台を拠点にタレント活動をしている日本のモデル。モックプランニング (MOC Fashion Model Agency) に所属していた。
宮城県仙台市出身。血液型B型。身長168cm/169cm。

## 出演

### 雑誌
- Ray（主婦の友社）
- ZERO☆23（アサヒマーケティング） - 2005年7月23日号・2007年1月26日号・2007年12月27日号・2008年4月27日号 表紙モデル
- COLOR（プレスアート） - 2005年8月25日号 表紙モデル

### CM
- タイヤハウスBEST（2005年）[3]
- Xデカマンション
- 東京インテリア家具
- 眼鏡市場
- ホテルメトロポリタン山形 - 同ホテルのイメージモデルも務めていた[4]。

### テレビ番組
- 東北の秘湯（東北放送、2006年1月20日 - ）
- CHALLENGE 燃えよ!EAGLES → 燃えよ!EAGLES（東日本放送、2006年4月 - 2015年3月） - 司会
- はやみみブログ（仙台放送、2008年5月18日 - ）
- 光のページェント開幕！仙台のど真ん中にスケートリンクお目見え！3元生中継スペシャル！（仙台放送、2008年12月12日） - リポーター
- MiMiよりマーケット（仙台放送） - MC

### イベント
- タイヤハウスBEST杯 スーパー耐久レース開幕戦（仙台ハイランドレースウェイ、2006年） - タイヤハウスBESTチーム レースクイーン[5]
- 仙台コレクション（2008年[6] - 2016年[7]）

### 映画
- アヒルと鴨のコインロッカー（2007年）[8]